# Zetje van Lochtenberg

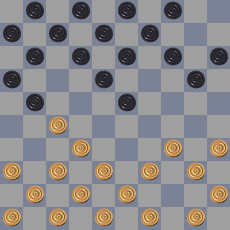
diagram 1

Het zetje van Lochtenberg is een standaardcombinatie die bij het dammen een rol speelt. De combinatie is genoemd naar de Amsterdamse dammer C.J. Lochtenberg wiens damcarrière in de periode tussen 1908 en 1945 viel. 
Deze Lochtenberg, die in 1918 de meestertitel veroverde, schijnt de slagzet, die later zijn naam kreeg, een keer te hebben uitgevoerd, maar waar en wanneer is niet bekend.
De bekendste versie van het zetje van Lochtenberg ontstaat al na enkele openingszetten: 1. 31-27, 19-23; 2. 33-28, 17-21; 3. 28x19, 14x23; 4. 39-33, 10-14; 5. 33-28, 5-10; 6. 28x19, 14x23; 7. 44-39, 10-14?? (diagram 1). Volgens damdatabank Turbo Dambase is (10-14?) na (21-26) de meest gespeelde zet uit de damhistorie; het zetje van Lochtenberg is hiermee de verraderlijkste openingscombinatie. Geoefende dammers en zelfs trainers zijn er het slachtoffer van geworden, ofschoon de combinatie bij hen zeker bekend was. 
De slagzet gaat nu als volgt: 8. 27-22, 18x27; 9. 36-31, 27x36; 10. 32-27, 21x32; 11. 37x10 maar na 11..., 9-14; 12. 10x19, 13x24; is de situatie op het eerste gezicht nog niet helemaal duidelijk. Veel witspelers hebben deze stand -niet wetende hoe het verder moet- remise laten lopen of zelfs nog verloren. Toch wint wit na 13. 34-30, 3-9; 13. 30x19, 4-10 (9-13 is kansloos: wit blijft achterlopen); 14. 35-30!, 20-25; 15. 41-37!, 25x34; 16. 40x29 en omdat  zowel (12-18) als (15-20) zijn verhinderd door een damcombinatie kan wit een broodnodig tempo maken dat noodzakelijk is om de voorpost te behouden. 16..., 11-17; 17. 45-40, 17-22; 18. 39-34, 12-18; 19. 43-39, 7-12; 20. 39-33 en zwart ziet zijn verloren schijf nooit meer terug.